# Szociofotográfia

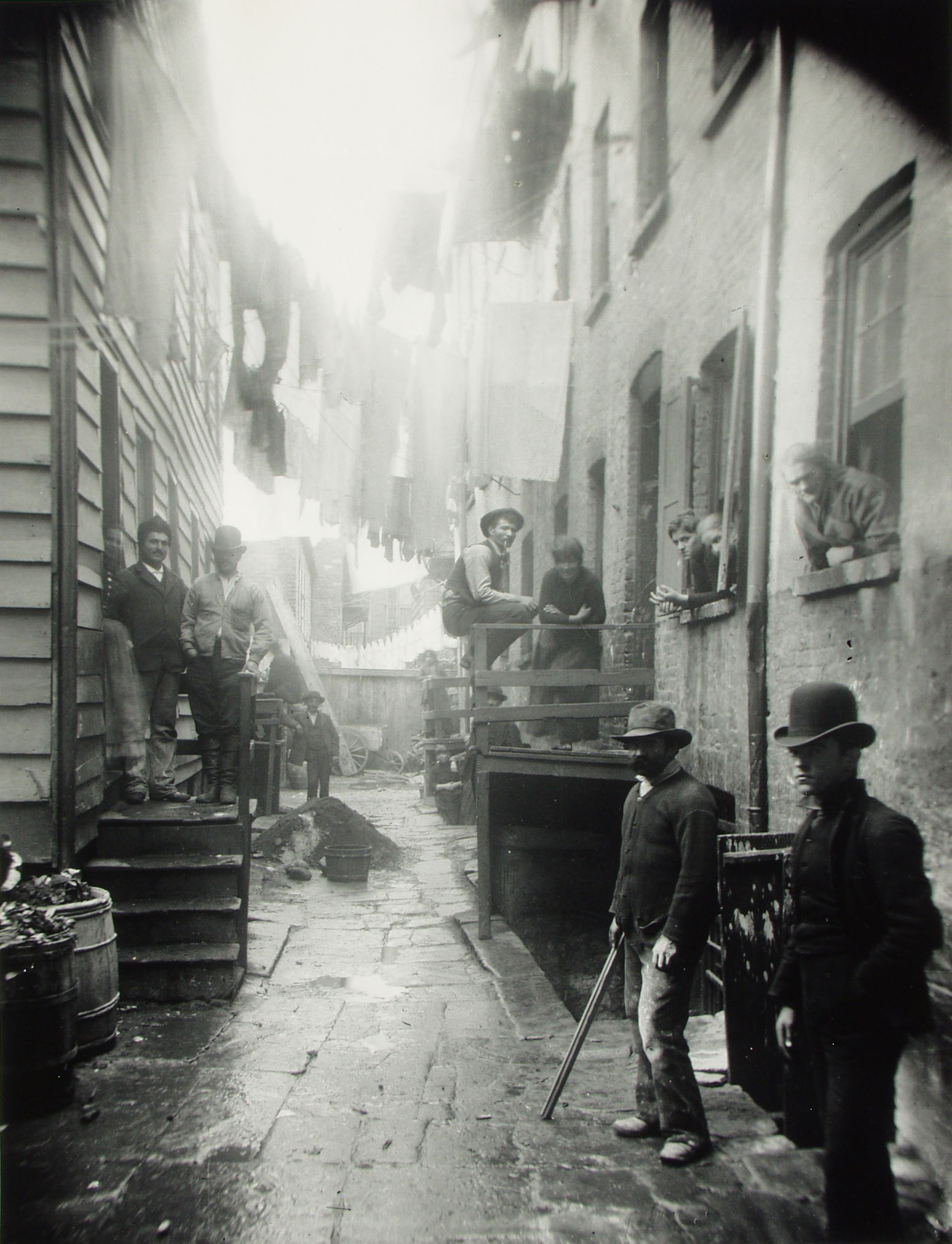
Jacob Riis: Pihenő banditák (1888)

Dorothea Lange fotója 1935-ből

A szociofotó a társadalmi kiszolgáltatottság, az anyagi elesettség, a szegény nép életének fotódokumentuma, míg más megközelítés szerint a szociálisan érzékeny dokumentarista jellegen túl olyan társadalmi környezetben készül, ami alkalmassá teszi a szociális (társadalommal kapcsolatos közösséget érintő, az emberek közösséghez fűződő, abból eredő) körülmények megváltoztatására.

## Története
Henry Mayhew szociográfiája, ami London munkásai és szegényei címmel Richard Beard merev beállítású képeivel illusztrálva jelent meg 1851-ben. Leghíresebb képviselői Richard Beard (Street life in London című sorozata, 1887-1888), Jacob Riis (rendőrségi tudósító, mégis inkább ebbe a kategóriába sorolandóak képei. Lewis Hine az Ellis-szigeten partra szálló bevándorlókat fotózta főleg. Jelentős szociofotós volt Walker Evans, Manuel Rivera-Ortiz sok ezer más művész mellett.
Robert Ezra Park a 20. század fordulóján és első felében tevékeny amerikai szociológus reformista leírása alapján a szociálisan érintett dokumentarista alkotók, mint Lewis Hine, aktív szerepet játszanak a társadalmi változásokban, a társadalmi felelősségvállalásban és munkáik a társadalomra gyakorolt hatásaiban. Howard S. Becker szintén amerikai szociológus a 20. század második felére vetítve ezt kiegészítette azzal, hogy bár a fogalom utalhat a társadalmilag kritikus fényképezés műfajára is, amely a hátrányos helyzetűek életének vagy hátrányos helyzetű emberek személyének bemutatására irányul, ilyenkor túlságosan leegyszerűsödik a jelentéstartalom, a szemlélő nem kap mélyen differenciált és kifinomult ismeretet a fotográfusok által vizsgált emberekről és tevékenységekről, mivel ők maguk sem mélyednek el a kommunikált téma mélyebb rétegeiben.
A 19. század hetvenes és nyolcvanas éveiben kezdte használni a fotográfiát a társadalmi antropológia, az etnológia és az etnográfia, majd a 20. század húszas éveitől kezdve a társadalomantropológusok kutatási eszköze lett. 
Az amerikai szociológia kezdeteinél a fotó mint az elképzelések és hipotézisek illusztrációs eszköze jelent meg, például az „American Journal of Sociology” megjelenésének első húsz évében, 1896 és 1916 között. Ezt követően azonban tért nyer egy erősödő szemlélet, miszerint ez nem objektív, befolyásoló és ideológiai hatást gyakorol az olvasóra, véletlenszerű, és a képeket nem lehet standardizálni és kvalifikálni. A harmincas évek város-szociológiájában és város-antropológiájában néha még felhasználták ugyan a fotót, mint eszközt, a „chicagói iskola” idején, de ezután több évtizednyi pangás következett a szociológia fotográfiában.
A „szociológus fényképész” és a „fényképező szociológus” megközelítés mellett a hetvenes években születik meg a szociológia és a fotográfia együttműködésének harmadik területe, a reflexív vagy kollaboratív fotográfia, amelynek első alkalmazása a Navajo-módszerként vált ismertté. Az 1972-es projekt keretében Sol Worth és John Adair a navajó indiántörzs tagjait tanította meg fényképezni, hogy saját nézőpontjukból mutassák be életüket a fotókon keresztül. Ezt követően a humán tudományok számára újra az elemzés fontos tárgyává lettek a képek. Az ebből kialakuló vizuális szociológia a fotográfia és a társadalmi reflexió közeledésének eredményeként alakult ki. Ritkán készül szociofotó mesterséges, direkt megrendezett helyzetekben. Ilyenek lehetnek például a testbeszéd (body language) illusztrálására készült fotók, vagy a laboratóriumi kísérletek rögzítése.

### Magyarországon
A magyar szociofotó korai történetében keveredik a kuriózumkeresés az elkötelezett, többnyire baloldali, alkalmasint szociáldemokrata és kommunista ideológiai meggyőződésű szociofotósok munkáival. A harmincas években a baloldali szociofotó mellett a paraszti sorsproblémákat feszegető fotográfusok is dolgoztak.
Jelentős magyar szociofotósok többek közt: Tábori Kornél, Tabák Lajos, Gönci Sándor, Kálmán Kata, Langer Klára, Kárász Judit, Escher Károly, Szélpál Árpád, Haár Ferenc, Lengyel Lajos stb.